# پاول هریخرس
پاول هریخرس (انگلیسی: Paul Herygers؛ زادهٔ ۲۲ نوامبر ۱۹۶۲) دوچرخه‌سوار اهل بلژیک است.
وی در مسابقات کشوری و بین‌المللی در مجموع برندهٔ ۱ مدال طلا شده‌است.